# وینترباخ (بایرن)
وینترباخ (به آلمانی: Winterbach) یک شهر در آلمان است که در گونتسبورگ واقع شده‌است.